# Marvin Egho
Marvin Egho (sinh 9 tháng 5 năm 1994) là một cầu thủ bóng đá Áo thi đấu cho Spartak Trnava ở vị trí tiền đạo.